# Benjamin Durfee
Benjamin M. Durfee (* 1897; † 1980) war ein Computer-Ingenieur bei IBM und Mitentwickler des Mark I-Computers.
Durfee war ab 1917 bei der Computing Tabulating and Recording Company (CTR), dem Vorläufer von IBM. Er war im Geräte-Service im Bereich Cleveland und assistierte Clair Lake im Test einer Tabelliermaschine ohne Druckfunktion und mit automatischer Gruppen-Kontrolle. Bald darauf holte ihn Lake ins Labor der Firma nach Endicott (New York), wo er beim Bau, Test und der Schulung am Typ I-Tabellierer mitwirkte. 1924 baute er in Paris das erste nach Europa exportierte Gerät zusammen. Ab 1939 wirkte er mit Lake und Frank E. Hamilton von IBM am Automatic Sequence Controlled Calculator (ASCC) mit, dem Mark I-Computer, der unter Leitung von Howard Aiken an der Harvard University stand. Insbesondere testete er den Rechner in Endicott und Harvard.
Er wurde in die National Inventors Hall of Fame aufgenommen.